# بيتر غراهام (ملاكم)
بيتر غراهام (بالإنجليزية: Peter Graham)‏ (5 أغسطس 1975 بسيدني في أستراليا - ) هو فنان قتال مختلط وملاكم كيك بوكسينغ ولاعب كاراتيه وملاكم أسترالي، صنّف ضمن فئة وزن ثقيل.

## روابط خارجية
- بيتر غراهام على موقع IMDb (الإنجليزية)
- بيتر غراهام على موقع بوكس ريك (الإنجليزية) (registration required)
- بيتر غراهام على موقع بيلاتور (الإنجليزية)
- بيتر غراهام على موقع شيردوغ (الإنجليزية)
- بيتر غراهام على موقع Tapology.com (الإنجليزية)
- بيتر غراهام على موقع إي إس بي إن (الإنجليزية)